# Yguazú (Paraguay)
Yguazú es un distrito paraguayo del departamento de Alto Paraná, ubicado sobre la Ruta PY02.

## Historia
Se fundó el 22 de agosto de 1961 cumpliendo con un Convenio de Migración entre el Japón y Paraguay, primeramente fue administrada por la Agencia de Cooperación Internacional del Japón, JICA. La población está compuesta por paraguayos, brasileños, japoneses, alemanes, suizos y franceses, quienes conservan sus idiomas y tradiciones.

## Geografía
Está situada cerca del río Yguazú, en el centro del Departamento de Alto Paraná. De 87.000 ha, casi 10.000 fueron inundadas por el embalse del río Yguazú, en el que, así como en el río Monday, abundan peces de diferentes variedades.

## Clima
La temperatura media anual es de 21 °C; la máxima llega a 38 °C y la mínima a 0 °C. La cantidad anual más alta del país en precipitación pluvial se da en la región de Alto Paraná.

## Demografía
Cuenta con tres Comunidades Indígenas que son Puerto Juanita, Remanso Toro y Karanday, todos ubicados en el km 49 Lado Monday aproximadamente a unos 15 km de la Ruta PY02.

## Economía
Es conocida como la capital del plantío directo o siembra directa, por ser una de las primeras zonas que implementó este novedoso sistema de conservación de las propiedades del suelo. Las principales actividades económicas son la agricultura y la ganadería, además de insertarse en el ámbito del turismo y esparcimiento con gran proyección.
Está habitada en una gran proporción por colonos japoneses, quienes cultivan soja, trigo y nueces de macadamia. Están agrupados en la progresista Cooperativa Yguazú. Así también la gran mayoría de los barrios de dicha ciudad son horticultores, generalmente plantan el tomate, repollo, pepino , locote y otras variedades implementando ya el sistema invernadero. En esta zona supera las plantaciónes de sojas y trigos los cuales son cultivados mayormente por los colonos japoneses y brasileños. 
Es una de las colonias más prósperas del Alto Paraná. INNOVAR ,  es una de la ferias  agrupeciarias  más grande del País que por primera vez se realizó  en la Ciudad  de Yguazu  , sito km 45 Cetapar  donde estuvieron  participando distintas  empresas  ,  la unión de empresas  agropecuarias U.E. A , compuesta por más de 50 entidades de primera  línea  del sector es titular  , las empresas  que participaron  estuvieron  exponiendo  sus productos y maquinarias , ofreciendo  también  dinámicas   y los más llamativo e importante  es que la recaudación  de las estradas fueron destinadas  para una escuelita de la zona.

## Turismo
En los ríos Monday e Yguazú se practica la pesca deportiva. De la represa del río Yguazú se ve el Gran Lago y las reservas forestales de la ANDE. El 1 de mayo, fiesta de San José Obrero, se realizan los festejos patronales con ferias de comida y festivales de música para apreciar las expresiones artísticas de los japoneses y también de los paraguayos.
Una actividad importante del lugar es también la Expo Yguazú, que se realiza anualmente en la Plaza de la Amistad, con crecimiento muy importante. La Secretaria Nacional de Turismo habilitó en el km 43 el Centro de Información y Recepción de Visitantes Pikypo, con el cual se cumple un sueño con el objetivo de que este centro entregue informaciones a los visitantes de todos los atractivos, y de los servicios que la zona les podría brindar, como información sobre las ofertas de circuitos turísticos, gastronómico y de alojamiento.